# Le Cirque de la peur

Le Cirque de la peur (Circus of Fear) est un film d'horreur germano-britannique réalisé par John Llewellyn Moxey (et Werner Jacobs pour la version sortie en Allemagne de l'Ouest), sorti en 1966.

## Synopsis
À Londres, un dimanche matin, sur le Tower Bridge, une bande de malfaiteurs dévalisent une camionnette transportant d'importantes sommes d'argent. Après avoir bloqué le convoi avec leur voiture et braquer les convoyeurs, dont l'un est tué par son collègue complice des voleurs, ils se sont enfuis sur la Tamise à bord d'un canot à moteur. L'un d'entre eux, Mason, est chargé par leur commanditaire de lui ramener sa part du butin. Alors que ses acolytes sont arrêtés par la police, Mason se rend à son lieu de rendez-vous, un cirque à l'apparence abandonné, avec son chef mais il est aussitôt tué par un adroit lancer de couteaux et l'argent est aussitôt volé.
La piste des billets dérobés, tous marqués, permet à l'inspecteur Elliott, chargé de l'enquête, de remonter jusqu'au campement d'hiver du cirque Barberini où des artistes ont dépensé de l'argent du casse. Afin d'y passer inaperçu , il se fait passer pour un photographe, désireux de faire un reportage sur la troupe. De Monsieur Loyal au lanceur de couteau, en passant par le trapéziste et le dompteur de fauves, tous semblent avoir quelque chose à cacher.

## Fiche technique
- Titre : Le Cirque de la peur
- Titre original : Circus of Fear
- Autre titre : Psycho-Circus (États-Unis)
- Réalisation : John Llewellyn Moxey et Werner Jacobs (version sortie en Allemagne de l'Ouest)
- Scénario : Harry Alan Towers, d'après le roman The Three Just Man, d'Edgar Wallace
- Production : Harry Alan Towers
- Sociétés de production : Circus Films et Proudweeks
- Musique : Johnny Douglas
- Photographie : Ernest Steward
- Montage : John Trumper
- Direction artistique : Frank White
- Pays d'origine : Royaume-Uni, Allemagne de l'Ouest
- Format : Couleurs - 1,66:1 - Mono - 35 mm
- Genre : horreur, thriller
- Durée : 91 minutes
- Dates de sortie : 29 avril 1966 (Allemagne de l'Ouest), mai 1967 (États-Unis), novembre 1967 (Royaume-Uni)

## Distribution
- Christopher Lee : Gregor
- Leo Genn : Inspecteur Elliott
- Anthony Newlands : Barberini
- Heinz Drache : Carl
- Eddi Arent : Eddie
- Klaus Kinski : Manfred
- Margaret Lee : Gina
- Suzy Kendall : Natasha
- Cecil Parker : Sir John
- Victor Maddern : Mason
- Maurice Kaufmann : Mario
- Lawrence James : Sergent Manley
- Tom Bowman : Jackson
- Skip Martin : Mr. Big
- Fred Powell : Red
- Henry Longhurst : Portier de l'hôtel
- Dennis Blakely : Garde dans le van blindé
- George Fisher : Quatrième homme
- Peter Brace et Roy Scammel : Hommes en bateau
- Geoff Silk et Keith Peacock : Agents de sécurité

## Autour du film
- Le cinéaste et Christopher Lee avaient déjà travaillé ensemble sur La Cité des morts (1960).
- Avant de réaliser Circus of Fear, John Llewellyn Moxey avait déjà mis en scène six épisodes de la série The Edgar Wallace Mystery Theatre, écrits par Edgar Wallace.
- Le comédien germanique Heinz Drache a participé à de nombreuses adaptations allemandes d'écrits d'Edgar Wallace, telles que Le Vengeur défie Scotland Yard (1960), La Porte aux sept serrures, Le Requin harponne Scotland Yard (1962), L'Énigme du serpent noir (1963) ou Le Château des chiens hurlants (1968). Eddi Arent a, quant à lui, participé à celles de La Grenouille attaque Scotland Yard (1959), Scotland Yard contre Cercle rouge (1960), Les Mystères de Londres (1961), L'Orchidée rouge (1962), Le Crapaud masqué (1963), L'Attaque du fourgon postal (1964) ou Le Bossu de Londres (1966).
- Le film est sorti aux États-Unis dans une version tronquée et en noir et blanc, sous le titre Psycho-Circus[1].
- Parmi les nombreux films se déroulant dans un cirque, citons Le Cirque des horreurs (1960), La Ronde sanglante (1967) ou Le Cirque des vampires (1972).